# 圣母赎虏广场 (赫雷斯-德拉弗龙特拉)
圣母赎虏广场（西班牙語：Plaza de la Merced）是西班牙安达卢西亚赫雷斯-德拉弗龙特拉的一个广场，位于城墙外的圣雅各伯社区（barrio de Santiago）。它和圣雅各伯广场（Plaza de Santiago）一起，都是北侧城门外的广场，通过圣雅各伯门（Puerta de Santiago）与城内相连。
广场上矗立着一座圣母赎虏会纪念碑（Monumento a la Orden de la Merced）。

## 历史

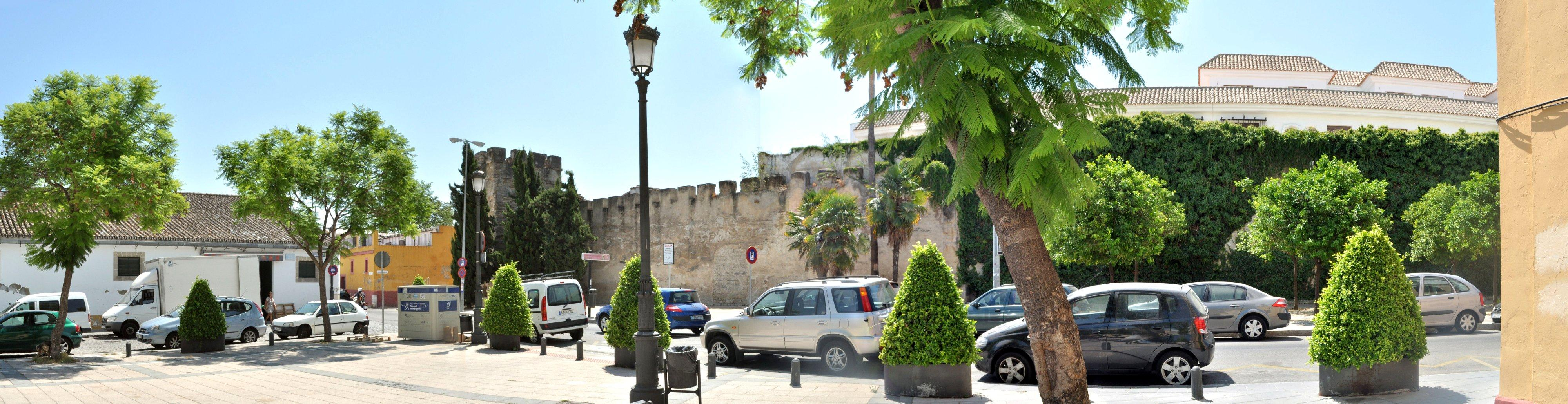
圣母赎虏广场

圣母赎虏广场是一个城墙外的广场，位于城墙和圣母赎虏会修道院之间，建于13世纪，赫雷斯被基督徒收复以后。
1836-1837年，门迪扎巴尔没收修道院，圣母赎虏会修道院成为一家市立医院，修道院教堂对礼拜开放，它后来成为圣母赎虏圣殿（Basílica de la Merced），供奉该市的主保仁慈之母（Virgen de la Merced），也是米格尔·普里莫·德里维拉将军的陵墓的所在地。

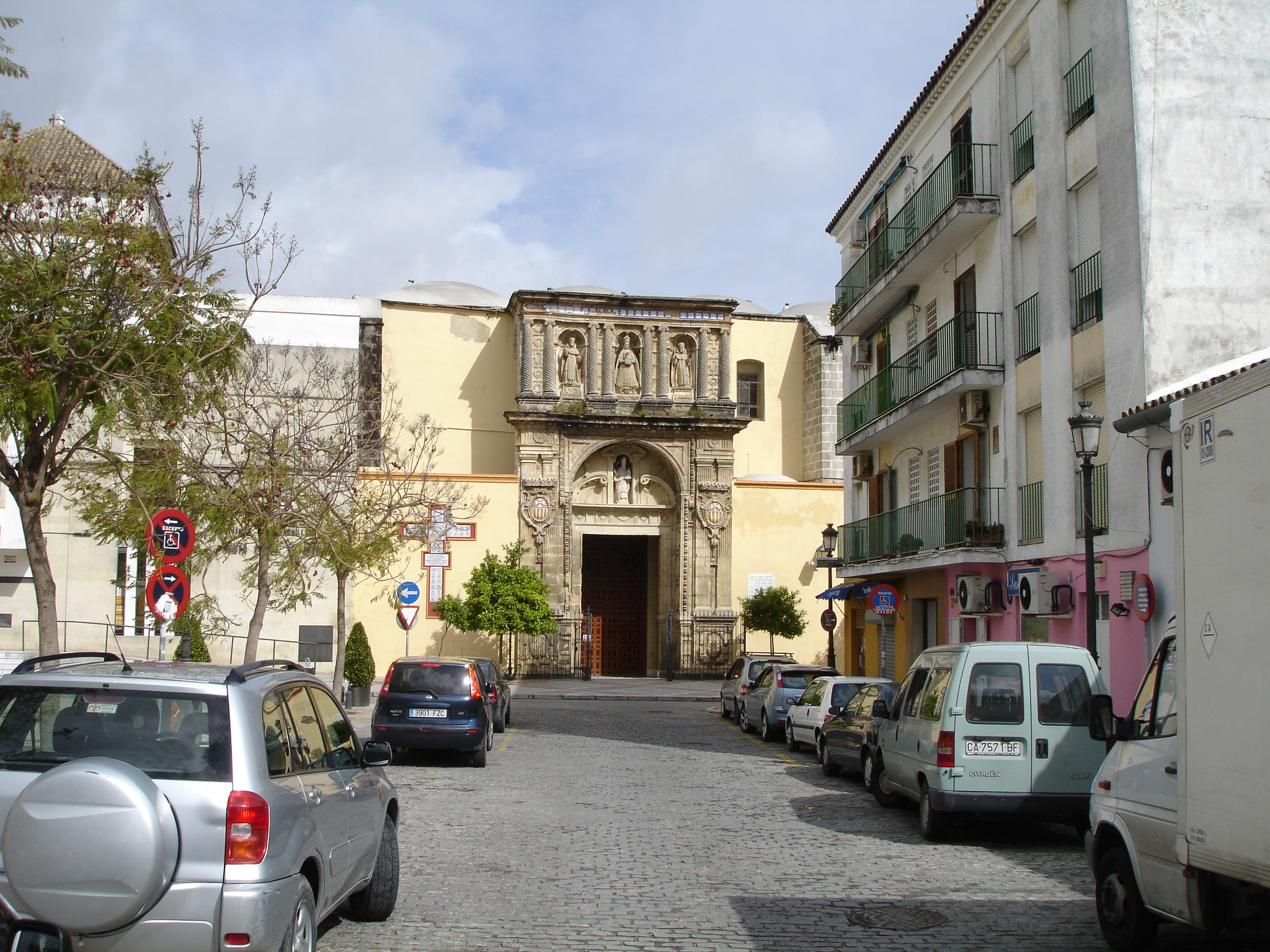